# Безбатченківщина
«Безбатченківщина» (рос. «Безотцовщина») — радянський художній фільм режисера  Володимира Шамшуріна за мотивами однойменної повісті  Марії Халфіної, знятий на студії «Мосфільм» у 1976 році.

## Сюжет
Після загибелі чоловіка Тамара віддала доньку в дитячий будинок і поїхала на Північ. Там вона створює нову сім'ю, а через роки кличе дорослу доньку назад. Не знайшовши в будинку матері любові, Ольга їде на сибірське будівництво разом із сантехніком Романом. Але перші труднощі злякали його, і він залишив її, так і не дізнавшись, що Ольга вагітна.
Вона залишається жити у родички в колгоспі. Працює дояркою, вчиться на заочному. Через кілька років з'являється Роман у пошуках Ольги і дізнається, що має сина.

## У ролях
- Олена Драпеко —  Ольга Муромцева
- Надія Федосова —  Анна Міхеївна
- Тамара Сьоміна —  Тамара, мати Ольги
- Леонід Куравльов —  Кеша
- Лев Пригунов —  Роман Івановський
- Рома Трухманов —  Альоша
- Олена Максимова —  Глафіра
- Володимир Ферапонтов —  Вишняков, голова колгоспу
- Валентина Ананьїна —  Людмила, доярка
- Анатолій Ведьонкін —  водій вантажівки
- Вадим Захарченко —  Віталій Сергійович
- Раїса Рязанова —  Рязанова
- Ольга Хорькова —  мати Кеші
- Віктор Шульгін —  Леонід Петрович, директор дитбудинку
- Павлик Протасов —  Толик
- Петро Кононихін —  епізод
- Сергій Присьолков —  Олексій, батько Олі
- Інна Федорова —  господиня будинку
- Люба Киктенко —  епізод
- Г. Куртіліна —  епізод
- М. Петрова —  епізод
- В. Строков —  епізод
- В. Валовік —  епізод

## Знімальна група
- Автор сценарію: Едгар Смирнов
- Режисер: Володимир Шамшурін
- Оператор: Ігор Мельников
- Композитор: Григорій Пономаренко
- Художник: Сергій Кравець
- Директор: Віталій Богуславський